# Tipo nomenclaturale
In tassonomia, il tipo nomenclaturale (o tipo biologico o semplicemente tipo) è un esemplare di una data specie o più genericamente di un taxon, sul quale si è realizzata la descrizione della stessa e che, in tal modo, convalida la pubblicazione di un nome scientifico basato su di esso. 
Il tipo di nome di una specie è generalmente l'esemplare (specimen) di un archivio biologico (ad es. un erbario o fascicolo dell'erbario) a partire dal quale si è caratterizzata la descrizione che ne convalida il nome. Il tipo del nome di un genere è la specie sopra la quale venne basata la descrizione originale che convalidava il nome. Il tipo di nome di una famiglia è il genere sopra il quale venne basata la descrizione originale valida. Nei nomi di taxa di rango superiore a quelli di famiglia non si applica il principio di tipificazione.

## Zoologia
- Un esemplare tipo è un'espressione usata in precedenti edizioni dell'ICZN per un individuo o un fossile che identifichi una specie. Ad esempio, l'esemplare tipo per la specie Homo neanderthalensis è l'esemplare "Neanderthal-1" scoperto da Johann Karl Fuhlrott nel 1856 a Feldhofer nella valle del Neander in Germania, che consiste in una volta cranica, ossa delle gambe, parte di una pelvi, alcune costole e frammenti di ossa di braccia e spalle.
- Una specie tipo è la specie nominale che è considerata il tipo denominato di un genere nominale o un sottogenere nominale.
- Un genere tipo è il genere nominale che è considerato il tipo denominato di una famiglia nominale o gruppo nominale.

## Botanica
Il Typus o, in italiano, Tipo del nome di una specie è un singolo campione conservato in un foglio di erbario o in un preparato equivalente (scatola, vetrino etc.) al quale si fa riferimento nella descrizione della specie.

## Classi di tipi
- Olotipo: esemplare usato dall'autore o designato da lui come tipo nomenclaturale; quando l'olotipo esiste regola automaticamente l'applicazione del nome corrispondente.
- Isotipo: duplicato dell'olotipo, che forma parte della collezione originale.
- Lectotipo: esemplare a partire dal materiale originale per servire come tipo nomenclaturale quando non è stato assegnato un olotipo con la pubblicazione o per la perdita dello stesso. Il lectotipo si deve scegliere fra gli isotipi; se non esistono isotipi si deve scegliere fra i sintipi; se nemmeno vi sono sintipi si dovrà scegliere un neotipo.
- Sintipo: è uno degli esemplari citati originalmente dall'autore che non ha designato l'olotipo o che ha enumerato simultaneamente vari esemplari come tipi.
- Neotipo: è un esemplare scelto come tipo nomenclaturale quando manchi tutto il materiale sopra il quale viene a basarsi il nome del taxon.

Il tipo (olotipo, lectotipo o neotipo) di un nome di una specie, o di un taxon infraspecifico consiste in uno specimen unico o in qualsiasi altro elemento, eccetto per le piante erbacee di piccola taglia e per la maggioranza delle piante non vascolari, nei quali il tipo può consistere di vari individui che devono conservarsi in modo permanente sopra uno stesso fascicolo di erbario o preparazione. 
Gli specimen tipo dei nomi di taxa di piante attuali (eccetto batteri) si devono conservare in modo permanente e non possono essere costituiti da una pianta viva o di una cultura (a volte può essere una figura o una descrizione).

## Tipificazione
La tipificazione è il processo di indicazione o designazione di un tipo nomenclaturale, è un requisito necessario del Codice Internazionale di Nomenclatura Botanica per l'applicazione dei nomi botanici. La funzione è quella di assicurare la massima stabilità e certezza possibile della nomenclatura, compatibile con la naturalezza scambiabile e dinamica del sistema tassonomico. 
Di seguito si esemplifica non appena si designa il tipo del nome scientifico di una nuova specie (Gymnopogon toldensis):
Come si può osservare, il tipo designa un esemplare di erbario (denominato dal soprannome dei collettori e un numero di collezioni: "Sulekic, Novara & Neumann 810") con il suo corrispondente luogo ("Argentina, Salta, Depto. Santa Victoria, El Angosto, 5 km al E de Los Toldos, 1600 msnm") e data della raccolta ("17-III-1986"). Si informa, inoltre, in quale erbario si trova depositato l'olotipo (in questo caso, l'erbario dell'Istituto Darwiniano, il cui codice internazionale è "SI") e viene designato l'isotipo. 
Nel prossimo esempio viene mostrato il modo nel quale si designano i neotipi: 
Si può apprezzare che, in questo caso, il tassonomista João R. Stehmann, nel cercare l'esemplare tipo di Nierembergia pubescens Spreng. non poté trovarlo e, avendo il sospetto che lo stesso fosse distrutto, designò un neotipo: l'esemplare  J. Anderson 97.